# Cuarteles Generales del Führer

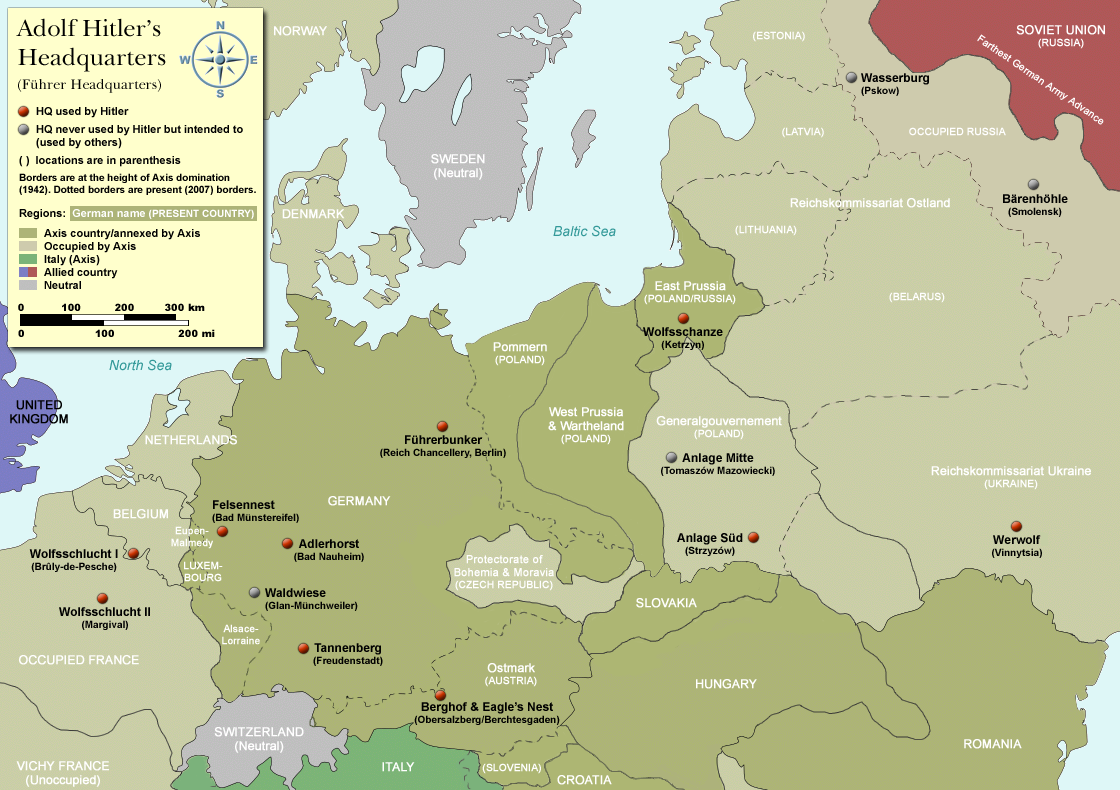
Mapa con las localizaciones de los Cuarteles Generales del Führer por Europa.

Los Cuarteles Generales del Führer (en alemán: Führerhauptquartiere), abreviado FHQ, es el nombre común de unas sedes oficiales utilizadas por el líder nazi Adolf Hitler y varios comandantes alemanes y funcionarios de toda Europa durante la Segunda Guerra Mundial. Tal vez la más conocida sea la sede del Führerbunker de Berlín, donde Hitler se suicidó el 30 de abril de 1945. 
Otros notables cuarteles son Wolfsschanze (Guarida del Lobo), en Prusia Oriental, donde fracasó la conspiración liderada por Claus von Stauffenberg para asesinar a Hitler el 20 de julio de 1944, y la casa privada de Hitler, el Berghof, en Obersalzberg, cerca de Berchtesgaden, donde con frecuencia se reunía con destacados funcionarios nacionales y extranjeros.

## Localización de los Cuarteles Generales

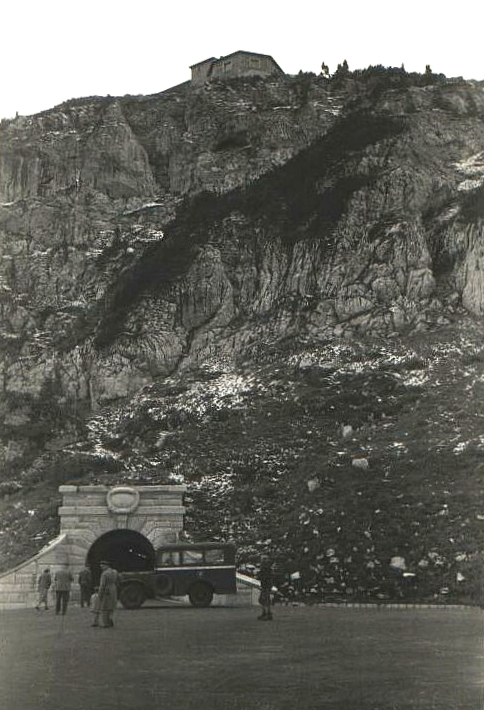
El Kehlsteinhaus («Nido del Águila») (arriba) y la entrada del túnel al elevador que sube a él. Estaba asociado con el Berghof que se convirtió en parte del complejo militar Obersalzberg cerca de Berchtesgaden. Fotografía de 1945.

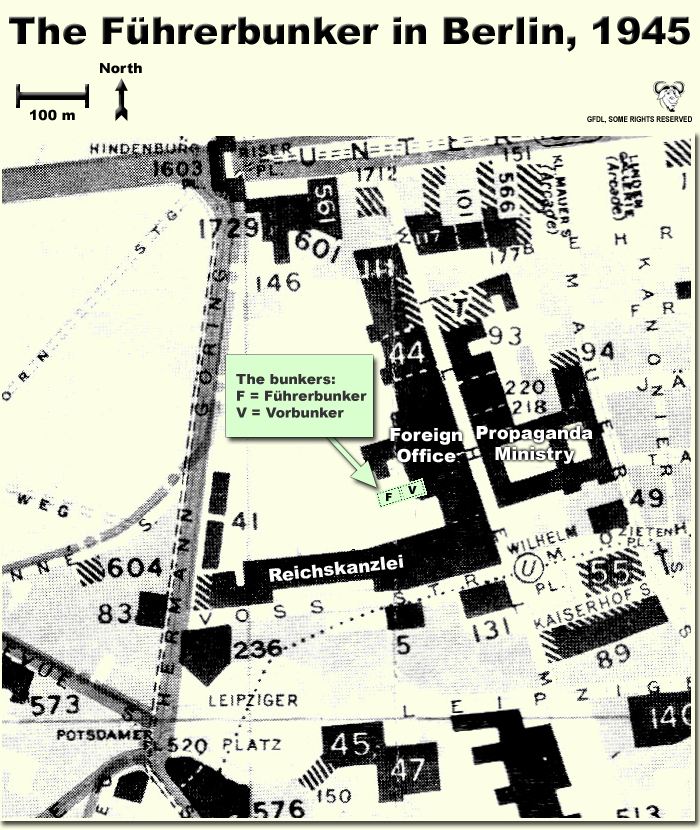
La localización del Führerbunker y Vorbunker en Berlín, 1945.

Hubo catorce Cuarteles Generales del Führer completados (sobre 20 planeados):
| Nombre                   | Designaciones alternativas                     | Localización                              | Comienzo de las obras   | Finalizado | Usado como Cuartel General |
| ------------------------ | ---------------------------------------------- | ----------------------------------------- | ----------------------- | ---------- | --- |
| Adlerhorst               | Mühle (OT) Bauvorhaben Z Lager K Bauvorhaben C | Bad Nauheim, Alemania                     | 1 de septiembre de 1939 | Sí         | Sí — usado por Hitler durante la batalla de las Ardenas                                                                                                |
| Anlage Mitte             | Askania Mitte                                  | Tomaszów Mazowiecki, Polonia              | 1 de diciembre de 1940  | Sí         | Sí — sólo industrial |
| Anlage Riese             | No                                             | Wałbrzych, Polonia                        | Octubre de 1943         | No         | No |
| Anlage Süd               | Askania Süd                                    | Strzyżów, Polonia                         | 1 de octubre de 1940    | Sí         | Sí — Hitler se reunió con Mussolini aquí el 27 y 28 de agosto de 1941                                                                                  |
| Berghof/ Nido del Águila | No                                             | Obersalzberg, Berchtesgaden, Alemania     | ¿?                      | Sí         | Sí — los Aliados pensaron que hubiera podido ser el Alpenfestung ('Fortaleza alpina'), último reducto nazi, en que tendrían lugar los últimos combates |
| Bärenhöhle               | No                                             | Smolensk, Rusia                           | 1 de octubre de 1941    | Sí         | No — utilizado únicamente por el Grupo de Ejércitos Centro                                                                                             |
| Felsennest               | No                                             | Rodert, Bad Münstereifel, Alemania        | 1940                    | Sí         | Sí — usado por Hitler durante la batalla de Francia en mayo de 1940                                                                                    |
| Führerbunker             | No                                             | Berlín, Alemania                          | 1936/1943               | Sí         | Sí — Hitler se suicidó aquí en 1945 |
| Führersonderzug          | (Tren especial) «Amerika», «Brandenburg»       | Varios (móvil)                            | ¿1939?                  | Sí         | Sí |
| Olga                     | No                                             | 200 km al norte de Minsk, Bielorrusia     | 1 de julio de 1943      | No         | No |
| S III                    | Wolfsturm, Olga, etc.                          | Ohrdruf, Alemania                         | Otoño de 1944 (¿?)      | No         | No |
| Siegfried                | No                                             | Pullach, Alemania                         | ¿?                      | ¿?         | ¿? |
| Tannenberg               | No                                             | Freudenstadt/Kniebis, Alemania            | 1 de octubre de 1939    | Sí         | Sí (27 de junio – 5 de julio de 1940) |
| W3                       | No                                             | Saint-Rimay por Vendôme, Francia          | 1 de mayo de 1942       | No         | No |
| Waldwiese                | No                                             | Glan-Münchweiler, Alemania                | 1 de octubre de 1939    | Sí         | No |
| Wasserburg               | No                                             | Pskow (Pleskau), Rusia                    | 1 de noviembre de 1942  | Sí         | No (asignado al Grupo de Ejércitos Norte) |
| Wehrwolf                 | Eichenhain                                     | Vínnitsa, Ucrania                         | 1 de noviembre de 1941  | Sí         | Sí |
| Wolfsschanze             | Askania Nord, «Guarida del Lobo»               | Kętrzyn (Rastenburg), Polonia             | 1 de diciembre de 1940  | Sí         | Sí — lugar del atentado del 20 de julio de 1944 |
| Wolfsschlucht I          | No                                             | Brûly-de-Pesche, cerca de Couvin, Bélgica | 1 de mayo de 1940       | Sí         | Sí |
| Wolfsschlucht II         | W2                                             | Margival, Francia                         | 1 de septiembre de 1942 | Sí         | Sí |
| Zigeuner                 | Brunhilde                                      | Thionville, Francia                       | 1 de abril de 1944      | Sí         | Sí |